# Henads Maros
Henads Wiktarawitsch Maros (belarussisch Гена́дзь Ві́ктаравіч Маро́з, engl. Transkription Henadz Viktaravich Maroz; * 15. August 1978 in Schlobin, Weißrussische SSR, Sowjetunion) ist ein ehemaliger belarussischer Leichtathlet, der sich auf den Hochsprung spezialisiert hat.

## Sportliche Laufbahn
Erste internationale Erfahrungen sammelte Henads Maros im Jahr 1997, als er bei den Junioreneuropameisterschaften in Ljubljana mit übersprungenen 2,20 m die Goldmedaille gewann. Im Jahr darauf schied er bei den Europameisterschaften in Budapest mit 2,15 m in der Qualifikationsrunde aus und 1999 belegte er bei den U23-Europameisterschaften in Göteborg mit 2,18 m den fünften Platz und 2001 gewann er bei der Sommer-Universiade in Peking mit 2,28 m die Silbermedaille hinter dem Russen Alexei Krawzow. Im Jahr darauf belegte er bei den Halleneuropameisterschaften in Wien mit 2,24 m den siebten Platz und verpasste im August bei den Freilufteuropameisterschaften in München mit 2,15 m den Finaleinzug. 2003 gewann er bei den Hallenweltmeisterschaften in Birmingham mit 2,30 m die Bronzemedaille hinter dem Schweden Stefan Holm und Jaroslaw Rybakow aus Russland. Im August schied er bei den Weltmeisterschaften nahe Paris mit 2,27 m in der Qualifikationsrunde aus. Im Jahr darauf belegte er bei den Hallenweltmeisterschaften in Budapest mit 2,25 m den siebten Platz und im August verpasste er bei den Olympischen Sommerspielen in Athen mit derselben Höhe den Finaleinzug. 2005 kam er bei den Weltmeisterschaften in Helsinki mit 2,15 m nicht über die Vorrunde hinaus und gewann anschließend bei den Studentenweltspielen in Izmir mit 2,26 m die Silbermedaille, diesmal hinter dem Polen Aleksander Waleriańczyk. 2007 beendete er dann seine aktive sportliche Karriere im Alter von 29 Jahren.
2004 wurde Maros belarussischer Meister im Hochsprung im Freien sowie 2004 und 2006 in der Halle.